# Каламанов, Владимир Авдашевич
Влади́мир Авда́шевич Калама́нов (род. 2 июня 1952) — российский дипломат и государственный деятель. Действительный государственный советник Российской Федерации 1 класса, чрезвычайный и полномочный посол Российской Федерации.

## Образование
В 1980 году окончил Московский государственный институт международных отношений (МГИМО) МИД СССР (международные отношения). Кандидат исторических наук (исследование посвящено проблемам разоружения), доктор юридических наук (работа посвящена юридическим аспектам по поддержанию системы безопасности и стабильности в России). Владеет английским, французским и итальянским языками.

## Карьера

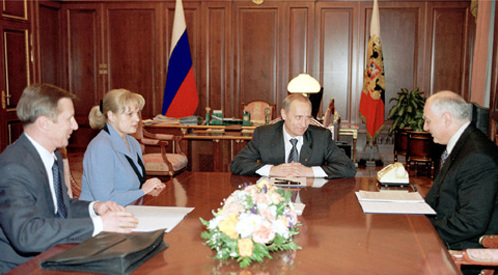
В. В. Путин с Секретарем Совбеза Ивановым С. Б. (слева), спецпредставителем Президента по обеспечению прав и свобод человека и гражданина в Чечне В. А. Каламановым и членом общественной комиссии по правам человека в Чечне Памфиловой Э. А. в Кремле, 2001 год

После окончания в 1980 году МГИМО работал младшим научным сотрудником, старшим научным сотрудником проблемной лаборатории системного анализа МГИМО. С февраля по сентябрь 1989 года являлся заместителем генерального директора по науке, исследованиям и развитию международного совместного предприятия «Лицом к Лицу». С 1989 года по 1990 год работал директором Института глобальных исследований совместного предприятия «Локос-Марвол». В 1990—1996 годах — Директор, генеральный директор Института глобальных исследований. В 1996—1997 годах работал начальником Департамента по делам национальностей Министерства РФ по делам национальностей и региональной политике.
С января по декабрь 1997 года являлся первым заместителем полномочного представителя Президента Российской Федерации в Республике Северная Осетия — Алания и Республике Ингушетия. В 1997—1999 годах — полномочный представитель Президента Российской Федерации в Республике Северная Осетия-Алания и Республике Ингушетия. С марта 1999 года по февраль 2000 года — руководитель Федеральной миграционной службы России.
С февраля по июль 2000 года исполнял обязанности специального представителя президента Российской Федерации по обеспечению прав и свобод человека и гражданина в Чеченской Республике Администрации президента Российской Федерации. С 2002 по 2009 года являлся постоянным представителем Российской Федерации при ЮНЕСКО МИД России.
С июня по август 2010 года — генеральный директор автономной некоммерческой организации «Международный центр устойчивого энергетического развития» под эгидой ЮНЕСКО. С сентября по ноябрь 2010 года — заместитель Председателя Правления ОАО «РусГидро». С декабря 2010 года по июнь 2018 года — генеральный директор Автономной некоммерческой организации «Международный центр устойчивого энергетического развития» под эгидой ЮНЕСКО.

## Семья
Женат, имеет троих детей.

## Награды
- Орден Александра Невского (2017)[27][28].
- Звание «Почётный энергетик» (2012).
- Медаль «Знак Почета» Республики Северная Осетия — Алания (2003).
- Благодарность президента Российской Федерации (2002)[29].
- Медаль Совета Европы «За заслуги»/Pro Merito Medal (2002).
- Орден Почёта (2001)[30].
- Орден Дружбы (1998)[31].
- Юбилейная медаль "300 лет Российскому флоту" (1999).
- Медаль «Во славу Осетии» (1997).
- Медаль "В память 850-летия Москвы" (1997).

## Публикации
- Каламанов В. А. О власти: К политической философии государства и общества. М.: ЛЕНАНД, 2018. — 368 с.
- Каламанов В. А. Россия и новые правила геополитической игры//ЕВРАЗИЙСКИЙ СОЮЗ: вопросы международных отношений, 2, 2016. — с. 96-107
- Каламанов В. А. Формирования новых глобальных «правил игры»: роль России//Вестник Российского университета дружбы народов, серия «Международные отношения», № 1, том 16, 2016. — с. 95-113
- Каламанов В. А. Украина в геополитическом измерении современной мировой системы и возвращении российского лидерства//Вестник Российского университета дружбы народов, серия «Политология», № 4, 2014. — с. 5—20
- Каламанов В. А. Время преодоления: практическая философия российской идеи. М.:Весь мир, 2013. — 400 с.
- Каламанов В. А., Посысаев Ю. Ю., Бердин В. Х. Современные тенденции в энергетической политике системы ООН//Энергетическая политика, № 1, 2013. — с. 40—46
- Каламанов В. А., Бердин В. Х., Кожанова Л. В. Раскрывая энергетический потенциал//Деловая Россия, № 11, 2011. — с. 12—13
- Каламанов В. А. Сокращение масштабов энергетической бедности — одно из направлений Санкт-Петербургского плана действий «Группы восьми» по укреплению глобальной энергетической безопасности//Энергетический вестник, № 1, 2008. — с. 8-13
- Каламанов В. А., Моисеенко В. М., Рязанцев С. В. и др.; Отв. ред. Каламанов В. А. Управление миграционными процессами : Учеб. пособие для студентов специальности «Менеджмент организации» — 061100 специализации «Упр. миграц. процессами» — 061179. М.: ГОУВПО ГУУ, 2003. — 222 с.
- Каламанов В. А. Осознанная необходимость. Защита прав человека в Чечне. М.: ИПЦ Рус. раритет, 2002. — 238 с.
- Каламанов В. А. Методология урегулирования межнациональных конфликтов на территории Российской Федерации. Технология и особенности переговорного процесса : (на примере урегулирования межнац. конфликта окт.-нояб. 1992 г. в Сев. Осетии). М.: Школа, 1999. — 304 с.
- Алексеев С. В., Каламанов В. А., Черненко А. Г. Идеологические ориентиры России (Основы новой общероссийской национальной идеологии): В 2 т. М.: Книга и бизнес, 1998. — 424 с.